# Black Bleeding
Black Bleeding est un groupe belge de death metal, originaire d'Arlon, dans la Province de Luxembourg. Formé en 1998, le groupe comprend actuellement Alexandre Pomes à la guitare et au chant, Balmuzette à la batterie, et Josh à la basse.

## Historique

### Débuts (1998–2004)
Black Bleeding est formé en octobre 1998 à Arlon, dans la Province de Luxembourg, en Belgique,.  ses débuts, le groupe enregistre et publie deux démos intitulées God Attack Victim en 1999, et Necroblasphemy en 2000. En octobre 1999, Black Bleeding participe à un festival avec Cannibal Corpse, Marduk et Angelcorpse. En 2001, la formation change et laisse le guitariste Alex comme seul membre restant de la formation originale. 
Le groupe fait enfin son apparition sur la scène nationale avec leur premier album, Beyond the Flames of Hell, qui rencontre un succès satisfaisant pour le groupe. Après un EP en 2003, Worship qui passe assez inaperçu malgré d'excellentes critiques, le groupe se sépare de son bassiste et de son batteur pour laisser place à Fred Pisoni et surtout à l'excellent batteur Balmuzette.

### Diverses sorties (depuis 2005)
La révélation se fait avec The Awakening en 2005. La démo provoque un succès considérable et propulse les membres du groupe à un niveau national, notamment avec le titre One With the Universe. Le nouveau line-up séduit, et désormais Black Bleeding enchaîne les lives. Leur performance scénique est très souvent la source de nombreuses ovations. Selon Alex, le chanteur et guitariste, « La vraie musique se vit en live et le CD n’en est qu’une tentative de reproduction de l’ambiance live. » À cet instant, le groupe fonde parallèlement une deuxième formation pour la moins étonnante : Balafredo, un groupe de bal musette. Fred Pisoni, le bassiste, est aussi joueur d'accordéon.
En septembre 2014, le groupe publie un nouvel album intitulé A Bright Future.
Le 11 septembre 2023 pour commémorer les 25 ans du groupe, sort le single With my dick and my knife.

## Membres

### Membres actuels
- Alexandre Pomes - guitare (depuis 1998), chant (depuis 2004)
- Balmuzette - batterie (depuis 2002)
- Josh - basse (depuis 2015)

### Anciens membres
- Gousenbourger David ( Chant )1998-2000
- David Remy - chant (?-2002)
- Julien Marchand - basse (1998-2004), chant (2002-2004)
- David Kircher - batterie (1998-2002)
- Thomas Shreiber - basse (2004-2005)
- Le Fred Pisoni - basse (2005-2015)